# Jacqueline Maillan
Jacqueline Maillan est une actrice française, née le 11 janvier 1923 à Paray-le-Monial (Saône-et-Loire) et morte le 12 mai 1992 à Paris. Elle est connue principalement pour ses nombreux rôles au théâtre.
Alors qu'elle se destine au départ à jouer la tragédie, Jacqueline Maillan se tourne vite vers la comédie. Elle connaît la notoriété assez tard, à la fin des années 1950, et elle conquiert le public dans des rôles de femmes enjouées et excentriques. Son talent comique lui vaut bientôt le surnom de « de Funès en jupons ». Elle donne d'ailleurs la réplique à Louis de Funès à plusieurs reprises au théâtre, ainsi qu'au cinéma dans Pouic-Pouic (1963), film qui confirme définitivement sa célébrité.
Des années 1960 à sa mort en 1992, elle est surtout sollicitée par le théâtre, occupant le premier rôle de nombreuses pièces de boulevard, comme La Facture de Françoise Dorin, ou Potiche et Folle Amanda de Pierre Barillet et Jean-Pierre Grédy. Ces rôles hauts en couleur lui valent de nombreux succès, et la diffusion de la plupart de ses pièces à la télévision, par exemple dans l'émission Au théâtre ce soir, lui permet de toucher un large public. À la fin de sa carrière, elle se diversifie en se lançant dans le spectacle solo ; son tout dernier spectacle, Pièce montée, est écrit par Pierre Palmade.
Si elle se fait plus rare au cinéma, elle est pourtant l'une des actrices fétiches de Jean-Pierre Mocky, qui lui offre l'un de ses rôles les plus marquants dans Les Saisons du plaisir. Elle campe également une cantatrice mémorable dans Papy fait de la résistance (1983) de Jean-Marie Poiré.

## Biographie

### Jeunesse et formation
Jacqueline Jeanne Paule Maillan, née le 11 janvier 1923 à Paray-le-Monial, est la fille benjamine de Louis Maillan, ingénieur des ponts et chaussées, et de son épouse, Émilie, lesquels ont déjà deux filles, Christiane et Suzanne. Après avoir perdu un petit garçon à l'âge de deux ans, les parents espèrent avoir un garçon lors d'une nouvelle grossesse lorsque naît Jacqueline dans la gare de triage de Paray-le-Monial où son père est ingénieur ferroviaire. Elle grandit dans cette famille bourgeoise, enfant complexée et garçon manqué. Mauvaise élève, mais adorée de ses professeurs et camarades de classe pour son sens inné de la comédie, elle prépare une capacité en droit, avant de suivre des cours de puériculture. Elle trouve finalement un emploi de secrétaire auprès d'un pharmacien.
En 1944, la famille arrive à Paris pour que Jacqueline Maillan puisse assouvir sa passion du théâtre et, en particulier, de la tragédie. Elle s'inscrit d'abord au cours d'art dramatique Tonia Navar, puis au cours Simon. René Simon lui déconseille la tragédie après qu'elle l'a fait rire en jouant Racine ; il lui prédit toutefois le succès… à 40 ans. Elle y rencontre celui qui restera un ami jusqu'à la fin, Pierre Mondy.

### Carrière cinématographique et théâtrale

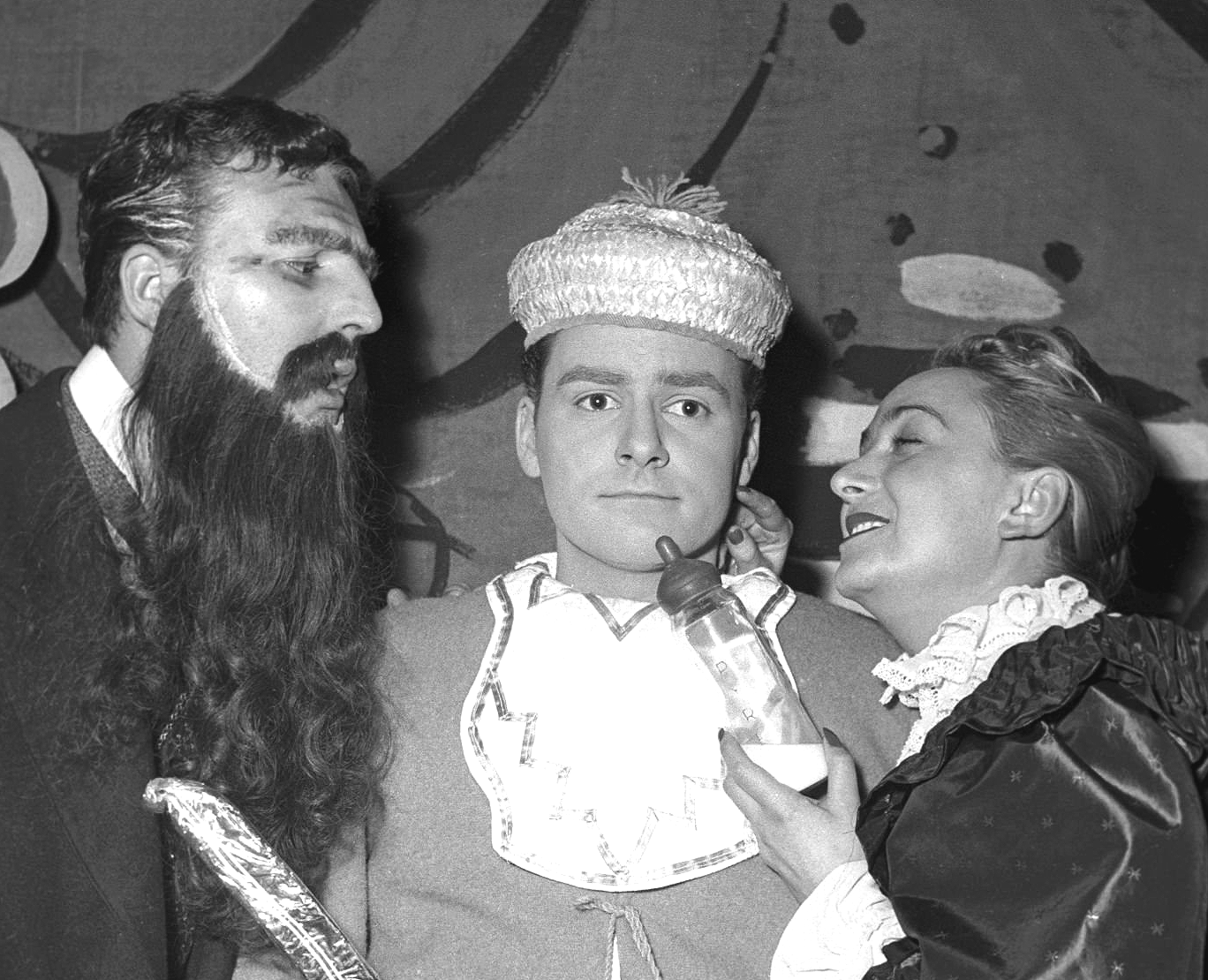
En 1952, face à Marco Perrin et avec Michel Roux au centre.

Jacqueline Maillan est engagée par Georges Vitaly, sur la recommandation de Pierre Mondy puis part pour sa première tournée en France, avec Le Médecin malgré lui et Les Boulingrin.
En 1951, elle crée au théâtre de la Huchette Monsieur Bob'le de Georges Schehadé avec Monique Laurie et Pierre Mondy puis un second rôle, puis à la Comédie des Champs-Élysées en 1955, dans la pièce Ornifle de Jean Anouilh, avec Pierre Brasseur et Louis de Funès alors débutant. Elle joue aussi avec les Branquignols dans Ah ! les belles bacchantes, le rôle d'une productrice de spectacle fantasque. La rencontre avec Louis de Funès se révèle peu conviviale. La pièce est ensuite adaptée au cinéma. Vers la fin des années 1950, la notoriété de la comédienne est lancée. Finalement, en donnant la réplique à de Funès en 1963, dans Pouic-Pouic de Jean Girault, elle atteint une certaine notoriété.
Elle joue au théâtre dans Le Chinois de Barillet et Grédy, dans Gog et Magog, Croque-monsieur, La Facture, de Françoise Dorin, en 1968, Folle Amanda, Le Pont japonais,  Féfé de Broadway, Potiche, Lily et Lily, La Cuisse du Steward, Retour au désert.
Durant les années 1960, elle participe fréquemment à des émissions de divertissement à la télévision, notamment celles conçues par ses amis Maritie et Gilbert Carpentier, dont Les Grands Enfants de 1967 à 1970.
Elle interprète  plusieurs chansons en duo avec Bourvil : des parodies de chansons de Serge Gainsbourg telles Je t'aime… moi non plus et Pauvre Lola que son partenaire interprétera quelques semaines avant sa mort.
Elle devient une des vedettes du théâtre de boulevard. Surnommée « la Maillan », elle crée son spectacle J'ai deux mots à vous dire au théâtre de la Michodière, en 1984. Écrit par Jean-Pierre Delage, il comprend plusieurs chansons de son époux Michel Emer. Devant le succès et la programmation préalable de la Michodière, le spectacle est repris au théâtre des Bouffes Parisiens. Son mari Michel Emer meurt en novembre 1984, mais quatre jours plus tard, elle monte sur scène et joue devant son public.
En 1988, elle joue face à Michel Piccoli dans Le Retour au désert, pièce écrite pour elle par Bernard-Marie Koltès. Le spectacle est mis en scène par Patrice Chéreau. Ce changement de registre de la vedette du boulevard, vers un théâtre  «intellectuel» et une pièce tragique, crée un décalage, et est un événement unique dans la carrière de la comédienne.
Elle effectue sa dernière apparition sur scène dans le spectacle solo Pièce Montée, que lui écrit Pierre Palmade.

### Mort

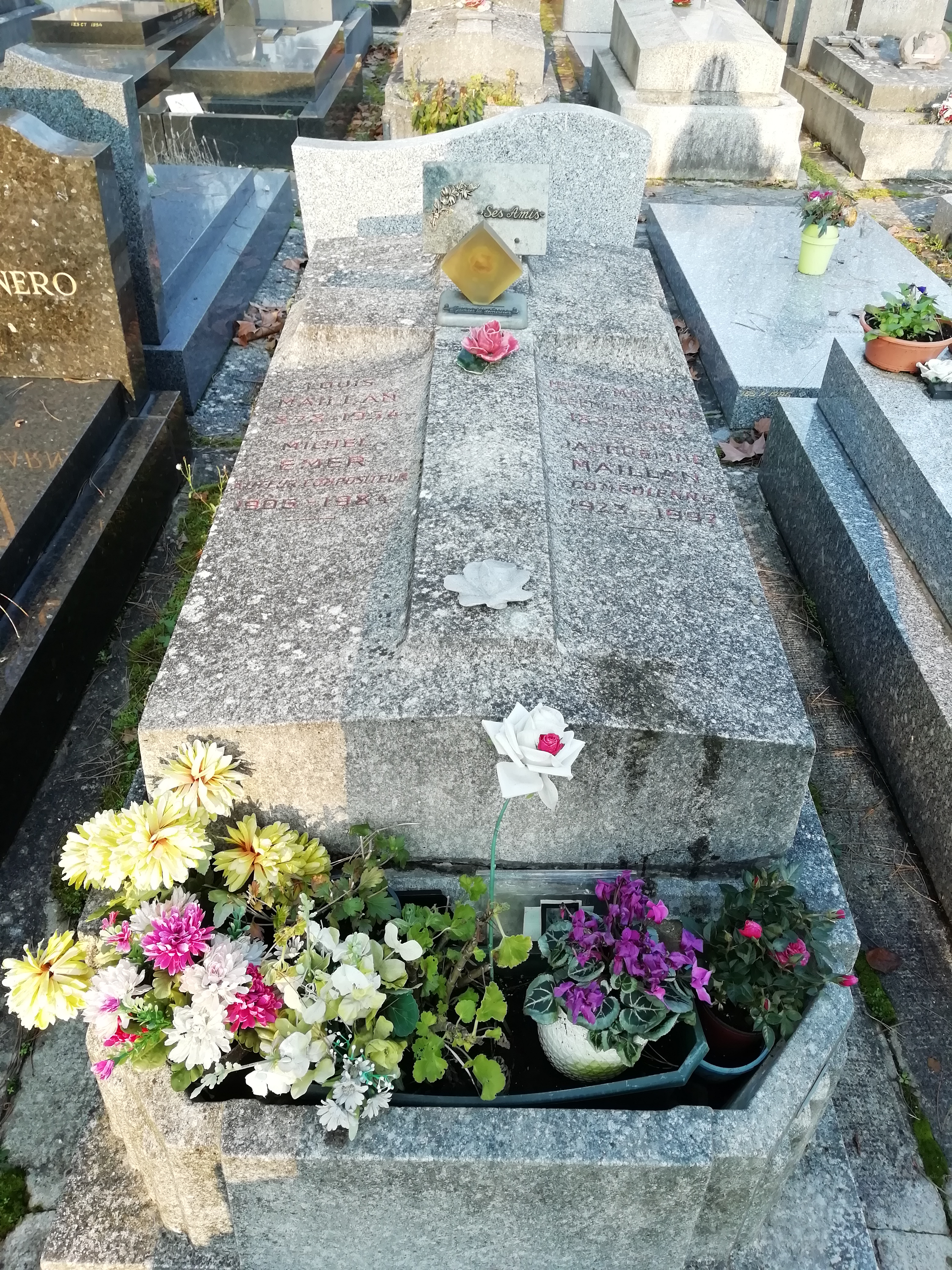
Tombe de Jacqueline Maillan et Michel Emer au cimetière parisien de Bagneux (division 68).

Jacqueline Maillan meurt le 12 mai 1992, à l'âge de 69 ans, d'une hémorragie interne dans son appartement parisien du 1, avenue Paul-Doumer (16e arrond.), la veille du jour où elle devait se faire hospitaliser pour une lourde opération cardiovasculaire qu'elle repoussait depuis longtemps.
Elle repose au cimetière parisien de Bagneux (Hauts-de-Seine), en plein milieu de la 68e division, aux côtés de son époux.

### Vie privée
En 1954, le compositeur Michel Emer qui a, entre autres, composé pour Édith Piaf L'Accordéoniste et À quoi ça sert l'amour ?, spectateur assidu de la pièce que Jacqueline Maillan joue, la demande en mariage. Après avoir hésité, elle l'épouse civilement le 14 décembre 1954, deux jours après le décès de son père.

## Filmographie

### Cinéma

#### Longs métrages
- 1954 : Ah ! les belles bacchantes de Jean Loubignac : Mme Maillan, la directrice du théâtre Folies Méricourt
- 1954 : Les Intrigantes d'Henri Decoin : la femme de ménage
- 1954 : Si Versailles m'était conté de Sacha Guitry : une dame
- 1955 : Les Grandes Manœuvres de René Clair : Jeanne Duverger, une sœur de Victor
- 1955 : Les deux font la paire d'André Berthomieu : Olga
- 1955 : Villa sans souci de Maurice Labro : Adélaïde Legardon
- 1957 : Le Feu aux poudres d'Henri Decoin : Mme Catherine, l'aubergiste
- 1958 : Vive les vacances de Jean Laviron et Jean-Marc Thibault : Babette Berkley
- 1958 : Le Train de 8h47 de Jack Pinoteau (film resté inachevé)
- 1958 : Chéri, fais-moi peur de Jack Pinoteau : Natacha, l'espionne russe
- 1959 : Julie la rousse de Claude Boissol
- 1959 : Archimède le clochard de Gilles Grangier : Mme Marjorie, la bourgeoise
- 1959 : Les Motards de Jean Laviron : le professeur de danse
- 1959 : Vous n'avez rien à déclarer ? de Clément Duhour : Mme Dupont
- 1960 : Les Héritiers de Jean Laviron : Chantal
- 1960 : Les Portes claquent de Jacques Poitrenaud et Michel Fermaud : Alice Costier
- 1961 : Candide ou l'optimisme du XXe siècle de Norbert Carbonnaux : Mme Jun, la mère puritaine
- 1962 : Que personne ne sorte d'Yvan Govar : Adélia Plunkett
- 1962 : Comment réussir en amour de Michel Boisrond : Edmée Rondeau
- 1962 : Tartarin de Tarascon de Francis Blanche : Mme Bézuquet, la pharmacienne
- 1963 : Les Bricoleurs de Jean Girault : Mme Gin, l'anglaise visitant la maison
- 1963 : Les Veinards de Jean Girault, dans le sketch Le Yacht : Elisabeth Duchemin, la femme d'Henri
- 1963 : Comment trouvez-vous ma sœur ? de Michel Boisrond : Charlotte Varangeot
- 1963 : Pouic-Pouic de Jean Girault : Cynthia Monestier, la femme de Léonard
- 1964 : La Bonne Occase de Michel Drach : Mme Ramirez
- 1966 : Monsieur le président-directeur général de Jean Girault : Thérèse Bonneval
- 1969 : Appelez-moi Mathilde de Pierre Mondy : Mathilde de Blanzac
- 1973 : L'Oiseau rare de Jean-Claude Brialy : Antoinette Le Dantec, la secrétaire d'État
- 1982 : Y a-t-il un Français dans la salle ? de Jean-Pierre Mocky : Mme Fluck
- 1983 : Papy fait de la résistance de Jean-Marie Poiré : Héléna Bourdelle, la mère virtuose et patriote
- 1986 : La Vie dissolue de Gérard Floque de Georges Lautner : Mammy
- 1988 : Une nuit à l'Assemblée nationale de Jean-Pierre Mocky : Henriette Brulard
- 1988 : Les Saisons du plaisir de Jean-Pierre Mocky : Jacqueline Garibaldi
- 1988 : À notre regrettable époux de Serge Korber : Hermione
- 1988 : La Femme fardée de José Pinheiro : Edma Bautet-Labûche
- 1991 : La Contre-allée d'Isabel Sebastian : Mme Yvette
- 1992 : Ville à vendre de Jean-Pierre Mocky : Delphine Martinet, l'autre pharmacienne

#### Courts métrages
- 1947 : Voyantes et médiums de Jean-Louis Valray : Mme Barezzi
- 1949 : Du pied de Pierre Couraud
- 1950 : Bistro de Marco de Gastyne : la patronne

### Télévision
- 1961 : On purge bébé[9] de Georges Feydeau, réalisation Marcel Bluwal
- 1971 : Maillan à la une - diffusé le 18 décembre 1971
- 1973 : Top à Jacqueline Maillan - diffusée le 15 décembre 1973 sur la deuxième chaîne de l'ORTF
- Au théâtre ce soir :
  - 1974 : Madame Sans Gêne de Victorien Sardou et Émile Moreau, mise en scène Michel Roux, réalisation Georges Folgoas, Théâtre Marigny
  - 1974 : Folle Amanda de Pierre Barillet et Jean-Pierre Grédy, mise en scène Jacques Charon, réalisation Georges Folgoas, Théâtre Marigny
  - 1975 : La Facture de Françoise Dorin, mise en scène Jacques Charon, réalisation Pierre Sabbagh, Théâtre Édouard VII
- 1975 : Poiret est à vous - diffusé le 24 décembre 1975
- 1977 : Numéro un à Jacqueline Maillan, 3 sketch : A l'hôtel à Las Vegas, l'opéra allemand et le train d’atterrissage avec Michel Roux et Roger Carel
- 1982 : Coup de soleil de Marcel Mithois, mise en scène Jacques Rosny (Théâtre Antoine)
- 1982 : Allô oui ? J'écoute! de Jean Pignol
- 1983 : Potiche de Pierre Barillet et Jean-Pierre Grédy, mise en scène Pierre Mondy
- 1983 : Quelle autorité - Diffusé le 1er avril 1983 sur TF1
- 1985 : Lily et Lily de Pierre Barillet et Jean-Pierre Grédy, mise en scène de Pierre Mondy.
- 1985 : Maillan roule pour vous - Diffusé le 19 avril 1985 sur TF1
- 1986 : Star face - Diffusé le 26 juillet 1986 sur Antenne 2
- 1988 : Palace de Jean-Michel Ribes : Docteur Hélène Swift
- 1989 : Maillan-les-Bains - Diffusé sur TF1
- 1991 : Collection Myster Mocky présente, épisode La Vérité qui tue (court métrage) : Libby
- 1992 : Pièce montée de Pierre Palmade (one woman show)

## Théâtre
- 1948 : Les Boulingrin de Georges Courteline
- 1948 : Le Médecin malgré lui de Molière
- 1949 : Le Roi pêcheur de Julien Gracq, mise en scène Marcel Herrand, Théâtre Montparnasse
- 1949 : À Paris de Francis Lemarque, mise en scène Jean-Claude Deret, Théâtre Charles de Rochefort
- 1949 : Carine de Fernand Crommelynck, mise en scène René Dupuy, Théâtre de l'Œuvre
- 1949 : Maya de Simon Gantillon, Théâtre Montparnasse
- 1949 : Le Roi Pêcheur de Julien Gracq, Théâtre Montparnasse
- 1949 : Léonie est en avance de Georges Feydeau
- 1950 : Pépita d'Henri Fontenille et Maurice Chevit, mise en scène Georges Vitaly, Théâtre de la Huchette
- 1951 : La Belle Rombière de Jean Clervers & Guillaume Hanoteau, mise en scène Georges Vitaly, Théâtre de la Huchette, Théâtre de l'Œuvre
- 1951 : Edmée de Pierre-Aristide Bréal, mise en scène Georges Vitaly, Théâtre de la Huchette
- 1951 : Monsieur Bob'le de Georges Schehadé, mise en scène Georges Vitaly, Théâtre de la Huchette
- 1952 : La Petite Femme de Loth de Tristan Bernard, mise en scène Georges Vitaly, Théâtre Montparnasse
- 1952 : La Farce des ténébreux de Michel de Ghelderode, mise en scène Georges Vitaly, Théâtre du Grand-Guignol
- 1952 : Les Barbes nobles d'André Roussin, mise en scène Georges Vitaly, Théâtre du Grand-Guignol
- 1953 : Ah ! les belles bacchantes de Robert Dhéry, Francis Blanche et Gérard Calvi, mise en scène Robert Dhéry, Théâtre Daunou
- 1955 : Ornifle ou le courant d'air de Jean Anouilh, mise en scène Jean Anouilh & Roland Piétri, Comédie des Champs-Élysées
- 1958 : Le Chinois de Pierre Barillet et Jean-Pierre Grédy, mise en scène Georges Vitaly, Théâtre La Bruyère
- 1958 : La Petite Femme de Loth de Tristan Bernard, mise en scène Georges Vitaly, Théâtre La Bruyère
- 1959 : Gog et Magog de Roger MacDougall et Ted Allan, mise en scène François Périer, Théâtre de la Michodière
- 1960 : Les Femmes savantes de Molière, mise en scène Jacques Charon, Théâtre des Bouffes-Parisiens
- 1963 : Sacré Léonard de Jean Poiret et Michel Serrault, mise en scène André Puglia, Théâtre Fontaine
- 1964 : Gog et Magog de Roger MacDougall et Ted Allan, mise en scène François Périer, Théâtre des Célestins
- 1964 : Croque-monsieur de Marcel Mithois, mise en scène Jean-Pierre Grenier, Théâtre Saint-Georges, Théâtre des Ambassadeurs en 1966 avec Henri Virlojeux et Jacques Jouanneau jouée 1700 fois et reprise en 1984 sur Antenne 2, avec Stéphane Freiss.
- 1967 : Croque-monsieur de Marcel Mithois, mise en scène Jean-Pierre Grenier, Théâtre des Célestins
- 1968 : La Facture de Françoise Dorin, mise en scène Jacques Charon, Théâtre du Palais-Royal
- 1971 : Croque-monsieur de Marcel Mithois, mise en scène Jean-Pierre Grenier, Théâtre des Célestins
- 1971 : Folle Amanda de Pierre Barillet et Jean-Pierre Grédy, mise en scène Jacques Charon, Théâtre des Bouffes-Parisiens
- 1973 : La Royale Performance de Marcel Mithois, mise en scène Jean-Pierre Delage, Théâtre des Bouffes-Parisiens
- 1973 : Madame Sans Gêne de Victorien Sardou et Emile Moreau, mise en scène Michel Roux, Théâtre de Paris
- 1974 : Croque-monsieur de Marcel Mithois, mise en scène Jean-Pierre Grenier, Théâtre Saint-Georges
- 1977 : Féfé de Broadway de Jean Poiret, mise en scène Pierre Mondy, avec Michel Roux, Roger Carel, Annick Alane, Jackie Sardou, Théâtre des Variétés
- 1978 : Le Pont japonais de Leonard Spigelgass, mise en scène Gérard Vergez, Théâtre Antoine
- 1980 : Potiche de Pierre Barillet et Jean-Pierre Grédy, mise en scène Pierre Mondy, Théâtre Antoine
- 1982 : Coup de soleil de Marcel Mithois, mise en scène Jacques Rosny, avec Roger Miremont, Théâtre Antoine
- 1984 : J'ai deux mots à vous dire de Jean-Pierre Delage, mise en scène Pierre Mondy, Théâtre de la Michodière, puis Théâtre des Bouffes-Parisiens, et Comédie des Champs-Élysées en 1989
- 1985 : Lily et Lily de Pierre Barillet et Jean-Pierre Grédy, mise en scène Pierre Mondy, avec Jacques Jouanneau, Théâtre Antoine
- 1988 : Le Retour au désert de Bernard-Marie Koltès, mise en scène Patrice Chéreau, Festival d'automne à Paris, Théâtre Renaud-Barrault
- 1990 : La Cuisse du steward de et mise en scène Jean-Michel Ribes, Théâtre de la Renaissance
- 1991 : Pièce montée  de Pierre Palmade, mise en scène Blandine Harmelin, Comédie des Champs-Élysées

## Distinctions

### Décorations
- Chevalier de la Légion d'honneur
- Officier de l'ordre des Arts et des Lettres

### Récompense
- 1964 : Prix du Syndicat de la critique : meilleure comédienne pour Croque-Monsieur

### Documentaire
- Un jour, un destin : Jacqueline Maillan, la solitude du rire, diffusé le 6 novembre 2013 sur France 2
- « Portrait Jacqueline Maillan 1ère partie » [vidéo], sur ina.fr, TF1- Le fil des jours, 10 février 1975
- « Portrait Jacqueline Maillan 2ème partie » [vidéo], sur ina.fr, TF1- Le fil des jours, 11 février 1975
- « Portrait Jacqueline Maillan 3ème partie » [vidéo], sur ina.fr, TF1- Le fil des jours, 12 février 1975
- « Portrait Jacqueline Maillan 4ème partie » [vidéo], sur ina.fr, TF1- Le fil des jours, 13 février 1975
- « Portrait Jacqueline Maillan 5ème partie » [vidéo], sur ina.fr, TF1- Le fil des jours, 14 février 1975

### Pièce de théâtre
- 2024 : Madame M., de Mathilde Charbonneaux (Théâtre de la Scala)